# 本田敏秋
本田 敏秋（ほんだ としあき、1947年（昭和22年）8月10日 - ）は、日本の政治家。元岩手県遠野市長（5期）。

## 経歴
岩手県出身。岩手県庁職員を経て、2002年（平成14年）4月に遠野市長に初当選。宮守村との合併前後の通算で5期20年、遠野市長を務めた。「どぶろく特区」発案や地域再生などの「田舎のよさを引き出す」ことを念頭においた施策をアピールしていた。
遠野市を「民話のふるさと」から「日本のふるさと」への脱皮させ「遠野」のネームバリュー向上を実績として掲げていた。
また、深刻な医師不足への対策や中央省庁との人的交流等、中央とのパイプ作りといった施策もアピールしていた。都会からの移住支援制度「ふるさと市民制度」を提唱も行っていた。
2021年4月12日、10月の市長選に立候補せず、引退することを表明した。
2022年11月3日、秋の叙勲において、旭日中綬章を受章した。

## プロフィール

### 公選歴
- 2002年（平成14年）4月14日 - 遠野市長（初当選）
- 2002年（平成14年）4月25日 - 第6代遠野市長就任
- 2005年（平成17年）10月23日 - 初代（新）遠野市長就任（隣村宮守村との合併のため）

### 最終学歴
神奈川大学法学部卒業。

### 職歴
- 岩手県総務部秘書課主任秘書主査（中村直知事秘書）
- 環境保健部医務課課長補佐
- 企画調整部科学技術振興室長
- 総務部消防防災課長
- 商工労働観光部工業振興課長
- 企画振興部企画調整課長
- 同久慈地方振興局長

## 著書
- 「遠野スタイル」ぎょうせい。